# Aliansce
A Aliansce foi uma empresa administradora de centros comerciais (shopping centers) do Brasil, sendo a terceira empresa do setor em tamanho de sua Área Bruta Locável (ABL), conquistando tal posição em janeiro de 2012, ao superar a ABL da empresa Iguatemi.
Atuava como proprietária e administradora, participando de todas as fases do negócio, desde o planejamento e desenvolvimento do empreendimento até sua comercialização e administração.
Seu portfólio era composto com 675 656 m² de ABL e 441 785 m² de ABL Própria.
Em 2006 desenvolveu e inaugurou oito centros comerciais (shopping centers):  Shopping Leblon, Bangu Shopping, Santana Parque Shopping, Caxias Shopping, Boulevard Shopping Brasília, Floripa Shopping, Boulevard Shopping Belém e Shopping Parangaba. Possuía participação em 15 shopping centers, em operação administrava outros 9 shoppings de terceiros.
Em agosto de 2019, fundiu-se com a administradora Sonae Sierra Brasil, formando a Aliansce Sonae, a maior administradora de centros comerciais (shoppings) do país.